# Preso No. 1
Preso No. 1 (Prisonnier N°1) est une série télévisée américaino-mexicaine de type thriller politique produite par Keshet International et Telemundo Global Studios et basée sur une idée originale de Shira Hadad et Dror Mishani qui sont également producteurs exécutifs.
Elle est diffusée entre le 30 juillet 2019 et le 27 septembre 2019 sur Telemundo.
La série met en vedette Erik Hayser et Alejandra Ambrosi, ainsi que Mariana Seoane, Arturo Peniche, Angélica Celaya, Luis Felipe Tovar et Luis Gatica dans les rôles antagonistes et avec les performances secondaires d'Alejandro de la Madrid, Damián Alcázar et Eduardo Victoria.
Bien que le réseau Telemundo n'ait pas renouvelé la série pour une deuxième saison en raison de son faible succès et de sa faible audience, le dernier épisode s'est terminé sans la phrase typique "End" ou "Continuera", donnant à la série une fin ouverte possible de produire une deuxième saison par la suite.

## Synopsis
Carmelo Alvarado a 45 ans. Il est né dans une famille rurale du nord du Mexique. Amancio Alvarado, le père de Carmelo, venait d'une famille modeste de l'État du Chiapas. Quand la mère d'Amancio est morte, il est allé la chercher, ne sachant pas qu'il serait pris au milieu du conflit zapatiste, dans lequel il mourrait. Carmelo a vu la photo de son père dans un journal et a décidé d'aller chercher son corps. Il avait alors 20 ans et n'a jamais retrouvé son père.
C'est ainsi que le voyage de Carmelo a commencé, le jeune homme rural qui est venu travailler à la télévision et qui, grâce à son caractère et à son intelligence, est devenu un leader, et plus tard, le candidat indépendant à la présidence. Et bien qu'il ne l'ait ni cherché ni voulu, il l'a obtenu. Carmelo a assumé la présidence avec deux groupes faisant pression sur lui : le Groupe Impala (hommes riches, véritables propriétaires du pays) et les narcos. En tant que président, Carmelo durcissait son discours dans le simple but d'être utile dans "un pays magnifique qui pourrait fournir à tous ce qu'il refuse à presque tout le monde".
Une fraude millionnaire a été révélée par Pía Bolaños, une journaliste avec de nombreux adeptes mais de faibles valeurs morales, qui était responsable de la publication de toutes les fausses histoires, secouant le gouvernement et conduisant le procureur à porter une accusation formelle contre le président du République. Les plaintes s'accumulaient, toutes préfabriquées dans un scénario qui leur permettait d'être crédibles, de croître et de se multiplier. Cela a conduit à l'arrestation et à l'emprisonnement du président. Mais l'arrestation et l'emprisonnement de Carmelo ont fait beaucoup plus dans la société que sa corruption présumée. Le peuple a réagi avec colère pour défendre son président, désormais emprisonné. Avec cela, Carmelo est devenu plus dangereux pour ses ennemis. Carmelo doit maintenant se battre pour sa vie, sa liberté et se venger de ceux qui conspirent pour le détruire.

## Distribution

### Rôles principaux
- Erik Hayser : Carmelo Alvarado
- Alexis Valdés : Carmelo (jeune)
- Alejandra Ambrosi : Carolina Arteaga
- Fabiola Guajardo : Carolina (jeune)
- Alejandro de la Madrid : Bautista Fernández
- Mariana Seoane : Pía Bolaños
- Arturo Peniche : Pedro Islas
- Angélica Celaya : Miranda Collins
- Otto Sirgo : Benito Rivas
- Guillermo Quintanilla : Ignacio Mayorga
- Luis Felipe Tovar : Hugo Piña
- Roberto Sosa (es) : Ramsés Cota "El Faraón"
- Jorge Caballero : Young Ramsés
- Damián Alcázar : Salvador Fraga

### Rôles secondaires
- Emilio Guerrero : Toño
- Fernando Ciangherotti : Guido Espinosa Palao
- Luis Gatica : Adonis Madrigal
- Roberto Ballesteros : Dagoberto Lazcano
- Carmen Beato : Hortensia
- Aldo Gallardo : Joe Moreno
- Eduardo Victoria : Francisco Canales
- Luis Casan : Francisco (jeune)
- Erick Chapa : Juan Islas Limantour
- Claudio Lafarga : Emanuel Porrúa
- Leonardo Álvarez : Emanuel (jeune)
- Diego Klein : Evodio Alvarado "El Tuerto"
- Iván Amozurrutia : Evodio (jeune)
- Tomás Goros : Capitaine Segovia
- David Ostrosky : Belisario Garcia Ponce de León
- Paulina Matos : Sara Alvarado Arteaga
- Estefanía Coppola : Isabel Alvarado
- Laura Palma : Jacinta
- Rocío Verdejo : Rita Franco
- Macarena Miguel : Young Rita
- Luz Ramos : Clara Nevares
- Ale Müller : Diana García Nevares
- Claudia Pineda : Amalia
- Thanya López : Eva
- Rodrigo Oviedo : Adán
- Zamia Fandiño : Gina
- Jaime del Águila : Claudio Travulse
- Juan Martín Jauregui : Ricardo Montero
- Magali Boyselle : Josefina
- Orlando Moguel : Amador
- Luciana Silveyra : Virginia Carranza
- Carlos Hays : Federico Iturbe
- Patricio Gallardo : Jaime Bracamontes
- Iñaki Goci : El Tinajas
- Mikel Mateos : Plácido Alvarado

## Production
La série a été présentée et annoncée lors du Telemundo Upfront pour la saison télévisée 2018-2019 sous le nom de Prisionero número uno. Et annoncé plus tard lors des projections de LA de 2018.  La production de la série a commencé le 29 janvier 2019 sur les plages de la municipalité de Villa de Allende. 200 figurants ont été convoqués pour aller à la production, qui a culminé le 2 février 2019 dans cette ville pour continuer plus tard dans d'autres États du Mexique. Le tournage a été supervisé par le directeur de Argos Comunicación Terry Fernández Rivas, avec Irving Aranda Ocampo. Il s'agit d'une production de Telemundo Global Studios, co-développée avec Keshet International, créateurs de la série à succès Prisoners of War, sur laquelle Homeland est basé. La production est écrite par Luis Felipe Ybarra, réalisé par Pitipol Ybarra, Javier Patrón Fox et Javier Sola. En outre, la production exécutive a été fournie par Marcos Santana, Mariana Iskandarani et Marcel Ferrer par Telemundo,  et Dror Mishani avec Shira Hadad, Avi Nir, et Kelly Ziv Karni Wright en tant que producteurs exécutifs pour Keshet internationaux. La série, qui devait contenir 60 épisodes, a été entièrement filmée à Mexico et ses environs. Ils ont même utilisé l'ancien siège du Sénat, dans le centre historique, pour la série. 
La série a été créée sur la base de s'aventurer dans un nouveau genre télévisuel tel que le thriller politique et de changer la direction des "narconovelas",  Erik Hayser, Arturo Peniche et Alejandra Ambrosi a expliqué la nécessité de nouvelles [figures héroïques] pour apparaître sur le petit écran. L'histoire montre les débuts des protagonistes de l'activisme politique depuis la Révolution zapatiste de 1994 dans l'État mexicain du Chiapas, et développe l'action dans différentes parties du Mexique et des États-Unis. Erik Hayser, qui avait ensuite filmé la bande-annonce de la série, a été choisi comme protagoniste principal de la série, et pour la création de son personnage, il s'est inspiré de personnalités politiques telles que Eduardo Galeano et le sous-commandant Marcos. Bien que ce ne soit pas la première fois que Erik Hayser joue un président mexicain, il avait déjà joué un président dans la série Netflix Ingobernable avec Kate del Castillo. Concernant sa participation au drame politique, l'acteur a souligné les gouverneurs de différents pays et a commenté : "Il est difficile de croire que maintenant le public est sur le point de rencontrer un [président innocent] qui finit en prison et qu'il finit donc par ressembler à un héros, quelque chose de dur croire et loin d'une réalité actuelle". Selon Hayser, la série montre un héros différent de ceux déjà connus sur l'écran de Telemundo comme trafiquants de drogue comme Aurelio Casillas d'El Señor de los Cielos et Teresa Mendonza de La Reina del Sur. 
Pour la préparation de Carmelo Alvarado, Hayser a lu plusieurs livres sur l' histoire du Mexique et les présidents suivants. Il s'est également préparé en lisant l'histoire d'Ernesto Guevara, mieux connu sous le nom de Che Guevara, et l'histoire de la révolution cubaine. En plus de Erik Hayser, Arturo Peniche qui était absent de Telemundo depuis 10 ans, depuis sa dernière telenovela Victoria,  est revenu sur le réseau dans le cadre du casting principal de la série jouant Pedro Islas, que l'acteur a décrit comme "Un personnage plein de nuances car il est sombre, transparent, manipulateur, égocentrique, superbe".

### Musique
Le thème principal de la série est "Como te extraño mi amor" du chanteur Leo Dan. C'est la deuxième production générée au Mexique où un hommage est rendu à l'artiste né à la gare d'Atamisqui. Le précédent était Roma, un film primé d' Alfonso Cuarón. La chanson est interprétée par Pedro Fernández, qui avait été éloigné des [mélodrames] pendant des années, depuis sa dernière participation à Hasta el fin del mundo. 